# Cynthia Goyette
Cynthia Lee Goyette (Detroit (Michigan), 13 augustus 1946) is een Amerikaanse zwemster.

## Biografie
Goyette won tijdens de Olympische Zomerspelen van 1964 de gouden medaille op de 4×100 meter wisselslag in een wereldrecord. 

## Internationale toernooien
| Jaar | Olympische Spelen | Pan-Amerikaanse Spelen |
| ---- | ----------------- | ---------------------- |
| 1963 |                   | 4×100m wisselslag      |
| 1964 | 4×100m wisselslag |                        |
| 1965 |                   |                        |
| 1966 |                   |                        |
| 1967 |                   | 100m schoolslag        |

1960: Burke, Kempner, Schuler, von Saltza ·
1964: Ferguson, Goyette, Stouder, Ellis ·
1968: Hall, Ball, Daniel, Pedersen ·
1972: Belote, Carr, Deardurff, Neilson ·
1976: Richter, Anke, Pollack, Ender ·
1980: Reinisch, Geweniger, Pollack, Metschuck ·
1984: Andrews, Caulkins, Meagher, Hogshead ·
1988: Otto, Hörner, Weigang, Meißner ·
1992: Loveless, Nall, Ahmann-Leighton, Thompson ·
1996: Botsford, Beard, Martino, Van Dyken ·
2000: Bedford, Quann, Thompson, Torres ·
2004: Rooney, Jones, Thomas, Henry ·
2008: Seebohm, Jones, Schipper, Trickett ·
2012: Franklin, Soni, Vollmer, Schmitt ·
2016: Baker, King, Vollmer, Manuel ·
2020: K. McKeown, Hodges, E. McKeon, Campbell ·
2024: Smith, King, Walsh, Huske